# 杉元賢治
杉元 賢治（すぎもと けんじ、1947年10月28日 - 2006年10月19日）は、日本のアインシュタイン研究者。近畿大学教職教育部元教授。

## 生涯
福岡県生まれ。近畿大学第二工学部（現産業理工学部）電気工学科卒業、1985から1987年まで旧西ドイツ・ミュンヘン大学数学研究所自然科学史研究所へ留学。
近畿大学教職教育部教授の傍ら、ライフワークとしてアインシュタインの研究を専門とし、アインシュタインに関係する膨大な資料、写真、関連グッズを収集する。1993年4月にアインシュタインの脳が保管してあるというプリンストン大学を訪れるが脳は見つからなかったことから、行方不明の脳を追ってアメリカ各地をさすらい、ついにトマス・シュトルツ・ハーヴェイから脳の一部を入手する。1994年にイギリス・BBCが制作したドキュメンタリー映画『アインシュタインの脳』(Einstein's Brain) に出演する。
2006年、大阪府大阪狭山市の病院で死去。58歳であった。

## 著書
- 大追跡!!アインシュタインの天才脳（講談社ソフィア・ブックス、2001年）
- アインシュタインの東京大学講義録：その時日本の物理学が動いた（大竹出版、2001年）
- アインシュタイン博物館（丸善、1994年）
- アインシュタイン・アドベンチャー素顔にみる真実の生涯（現代数学社、1991年）
- アインシュタイン切手博物館（共著、大竹出版、2005年、ISBN978-4-871861007）